# 羅克斯伯勒鎮區 (北卡羅萊納州珀森縣)
羅克斯伯勒鎮區（英語：Roxboro Township）是位於美國北卡羅萊納州珀森縣的一個鎮區。

## 地方資料
羅克斯伯勒鎮區的面積為115.77平方千米，皆為陸地。根據2020年美國人口普查的數據，當地共有人口16526人，而人口密度為每平方千米142.75人。